# Hymenophyllum triangulare
Hymenophyllum triangulare är en hinnbräkenväxtart. Hymenophyllum triangulare ingår i släktet Hymenophyllum och familjen Hymenophyllaceae.

## Underarter
Arten delas in i följande underarter:
- H. t. triangulare
- H. t. uluguruense